# Euphorbia uniglans
Euphorbia uniglans är en törelväxtart som beskrevs av Michael George Gilbert. Euphorbia uniglans ingår i släktet törlar, och familjen törelväxter. IUCN kategoriserar arten globalt som sårbar.
Artens utbredningsområde är Etiopien. Inga underarter finns listade i Catalogue of Life.